# 巴登咖啡
巴登咖啡，是台灣一間連鎖咖啡店，起源於雲林縣古坑鄉，創辦人為張萊恩於1984年建立於古坑鄉。

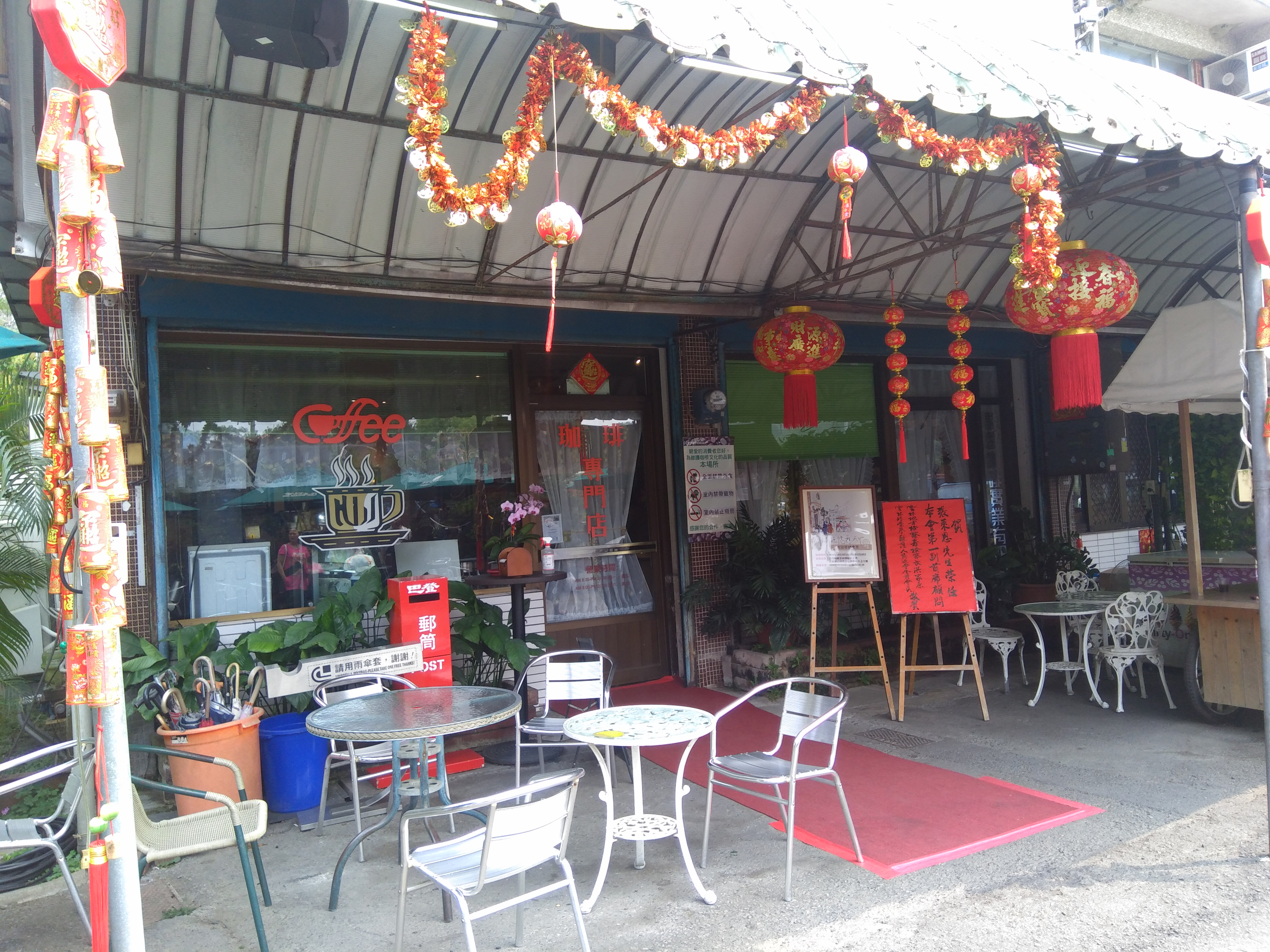
巴登咖啡古坑總店

## 起源
起源於日治時期日本於台灣荷苞山種植咖啡，品種占比最大的是阿拉比卡咖啡，1950年國共內戰結束後隔年成立雲林縣經濟農場組織協進會，大量種植咖啡，張萊恩趁台灣咖啡尚未興起時建立。